# Campeonato Europeo de Baloncesto Femenino de 1938
El primer Campeonato Europeo de Baloncesto Femenino se celebró en Italia entre el 12 y el 16 de octubre de 1938 bajo la denominación EuroBasket Femenino 1938. El evento fue organizado por la Confederación Europea de Baloncesto (FIBA Europa) y la Federación Italiana de Baloncesto.
Un total de cinco selecciones nacionales afiliadas a FIBA Europa compitieron por el título europeo.
La Selección femenina de baloncesto de Italia conquistó su primera medalla de oro continental, siendo los medallistas de plata el equipo de Lituania.  El conjunto de Polonia obtuvo la medalla de bronce.
Como consecuencia de la Segunda Guerra Mundial, no hubo una segunda edición del Eurobasket femenino hasta el año 1950, que se disputó en Hungría.
| Predecesor: No hubo | Campeonato Europeo de Baloncesto Femenino 1 edición | Sucesor: Hungría 1950 |